# Bellem
Bellem est une section de la commune d'Aalter située dans la province de Flandre-Orientale en Belgique. C'était une commune à part entière avant la fusion des communes de 1977.

## Démographie

### Évolution démographique
- Sources : INS, Rem. : 1831 jusqu'en 1970 = recensements, 1976 = nombre d'habitants au 31 décembre[2].

## Histoire
En 1242, l'évêque de Tournai, Walter de Marvis, durant son voyage dans le Bulskampveld afin de déterminer les frontières exactes de son évêché, sépara les hameaux de Assert et Meneveld de la paroisse d'Ursel pour créer une nouvelle paroisse, qui reçut le nom de Bethlehem. Avec les années, le nom se raccourcit en Bellem.

## Architecture

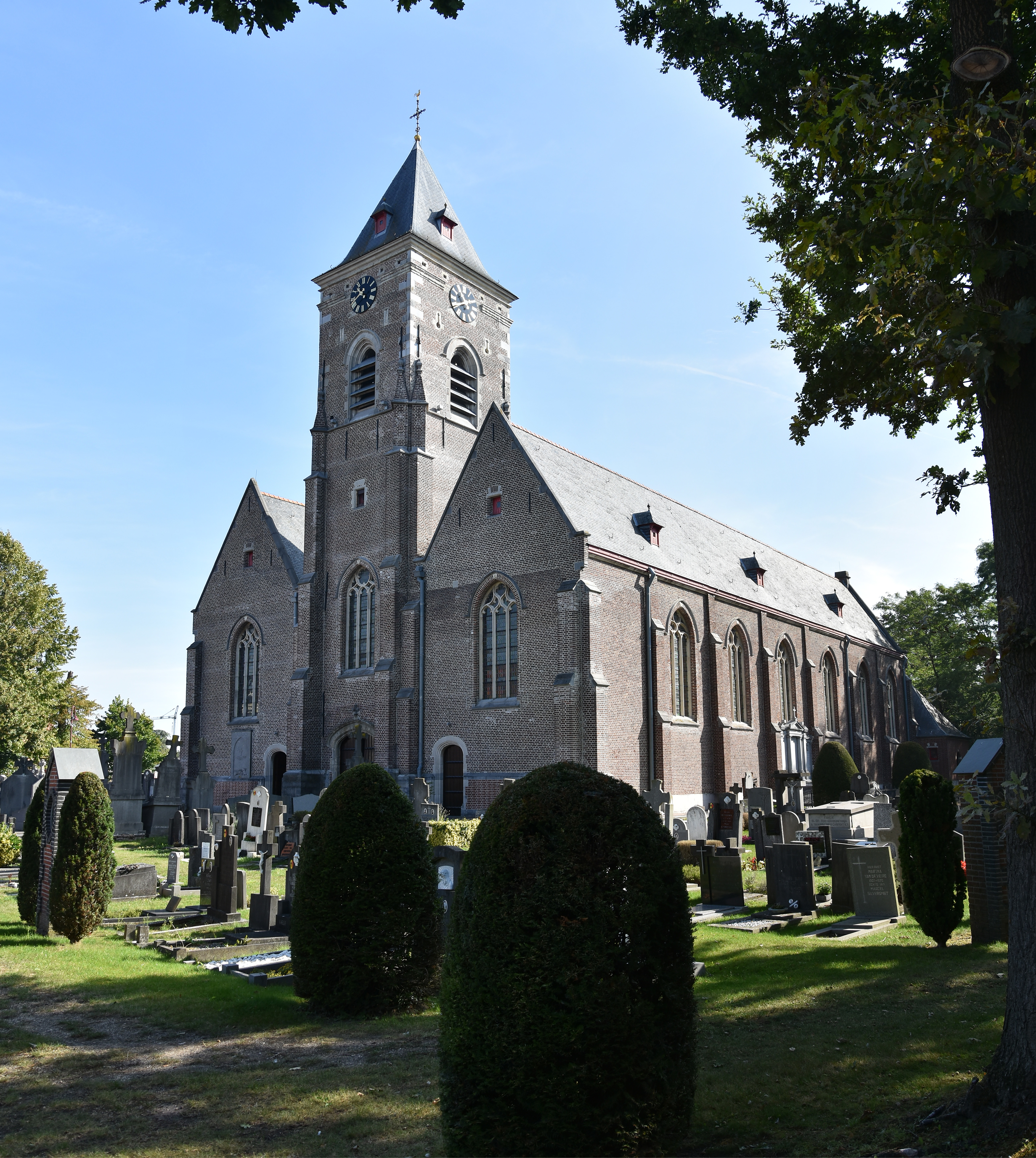
L'église Notre-Dame

L'église Notre-Dame (Onze-Lieve-Vrouwkerk) contient des éléments datant du XVIe siècle. Elle fut brûlée par l'armée allemande le 10 septembre 1944 durant la Seconde Guerre mondiale et fut restaurée en 1950.

## Personnalités liées à la commune
- Martine Tanghe (1955-2023), journaliste et présentatrice belge, née à Bellem.